# The Heart of the Yukon
The Heart of the Yukon is een Amerikaanse avonturenfilm uit 1927 onder regie van W.S. Van Dyke.

## Verhaal
Als Anita Wayne het landgoed van haar moeder erft, leert ze dat haar vader in Alaska woont. Ze gaat op zoek naar haar vader in een mijndorp in Klondike. Daar stuit ze op de vileine kastelein Cynon, die beweert dat hij haar vader is. Haar echte vader blijkt de plaatselijke dronkaard te zijn, maar ze wordt gered door de goudzoeker Jim Winston. Hij gaat het gevecht aan met Cynon, die in een bergspleet valt en sterft.

## Rolverdeling
| Acteur           | Personage     |
| ---------------- | ------------- |
| John McCoy       | Jim Winston   |
| Anne Sebastian   | Anita Wayne   |
| Edward McDermott | Jack Waite    |
| Frank Currier    | Old Skin Full |
| Russell Warren   | Cynon         |
| George Leighton  | Barman        |